# Brondesbury Park
 (février 2025).
Si vous disposez d'ouvrages ou d'articles de référence ou si vous connaissez des sites web de qualité traitant du thème abordé ici, merci de compléter l'article en donnant les références utiles à sa vérifiabilité et en les liant à la section « Notes et références ».
Brondesbury Park est une zone du nord-ouest de Londres, située dans le borough de Brent.
Elle est centrée sur la gare de Brondesbury Park et la rue, une avenue, qui partage son nom. La zone possède un certain nombre d'espaces ouverts, principalement Queen's Park et Tiverton Green.